# 14 Serpentis
14 Serpentis är en orange jätte i stjärnbilden  Ormen.
14 Serpentis har visuell magnitud +6,50 och därmed precis på gränsen till vad som går att se för blotta ögat vid mycket god seeing. Den befinner sig på ett avstånd av ungefär 475 ljusår.